# Federația de Fotbal a Asiei de Est

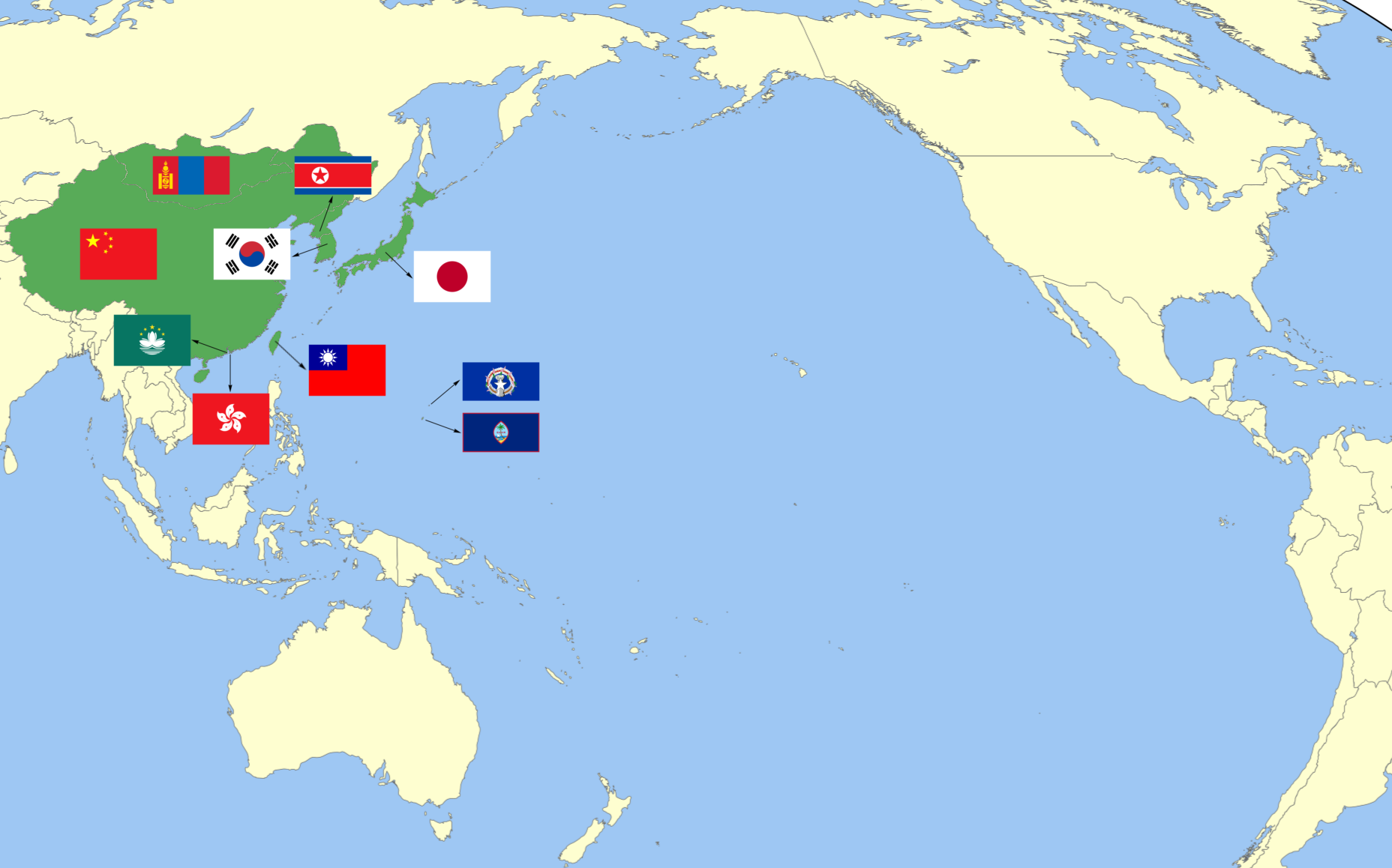
Ţările membre EAFF

Federația de Fotbal a Asiei de Est (engleză: East Asian Football Federation), numită și prescurtat EAFF este corpul administrativ al fotbalului din Asia de Est.

## Membri
| - China - 2002 - Taipei - 2002 - Coreea de Nord - 2002 - Guam - 2002 - Hong Kong - 2002 | - Japonia - 2002 - Coreea de Sud - 2002 - Macao - 2002 - Mongolia - 2002 - Insulele Marianei de Nord - 2008 |